# 海南山蛭
海南山蛭（学名：Haemadipsa hainana）为山蛭科山蛭属的动物。在中国大陆，分布于海南等地，多见于山区的山溪旁、竹林及低洼地、隐藏在潮湿的石块、腐木以及干牛粪、草丛基部、土壤裂缝中。该物种的模式产地在海南。